# Hans Paul Jacob
Hans Paul Jacob (* 1. August 1921 in Magdeburg; † 14. Dezember 1977 in Rostock) war ein deutscher Physiker und ein Funktionär des Weltruderverbands (FISA).

## Wissenschaftlicher Werdegang
Hans Jacob begann 1946 das Physikstudium an der Philosophischen Fakultät der Universität Rostock. Im Juli 1949 schloss er bei dem Mitbegründer der Elektrolyttheorie Hans Falkenhagen das Studium mit dem Staatsexamen in theoretischer Physik ab und wurde sein Assistent, später Oberassistent mit Lehrauftrag. Sein Hauptarbeitsfeld waren Strukturprobleme elektrolytischer Lösungen. 1957 promovierte Jacob bei Falkenhagen mit dem Thema Schallgeschwindigkeits- und Dichtemessung und Ermittlung der adiabatischen Kompressibilität in 3-komponentigen flüssigen elektrolytischen Lösungen mit Zusatzkomponenten mittels Schallgeschwindigkeit. 1967 habilitierte er bei Falkenhagen und dem polnischen Physikochemiker Bogdan Baranowski mit dem Thema Zur experimentellen Untersuchung der Wechselwirkung in elektrolytischen Lösungen mit Zusatzkomponenten mittels Schallgeschwindigkeit. In der zweiter Hälfte der 1950er Jahre baute Jacob innerhalb des Instituts für Theoretische Physik eine experimentelle Arbeitsgruppe auf, die sich mit Ultraschalluntersuchungen, der elektrischen Leitfähigkeit und optischen Messungen an Elektrolyten beschäftigte. Er war zeitweise Vize-Direktor des Instituts für Theoretische Physik.
Ende der 1960er Jahre folgte Hans Jacob einem Ruf an die Pädagogische Hochschule Güstrow, an der er bis zu seinem Tod eine Professur für Theoretische Physik innehatte.

## Sonstiges
Hans Jacob baute an der Universität Rostock die Ruderabteilung der HSG auf und war von 1949 bis 1961 Sektionsleiter bzw. Vorsitzender. 1963 wurde er auf dem 59. FISA-Kongress in Kopenhagen als einer von zwei deutschen Vertretern in das Präsidium des Weltruderverbandes gewählt. Auf dem 65. FISA-Kongress in Klagenfurt 1969 wurde er zum Mitglied der siebenköpfigen Kommission des Präsidenten gewählt und mit der Organisation aller Regatten beauftragt. Er hat als Funktionär für die DDR bei vielen Weltmeisterschaften und den Olympischen Spielen 1960, 1964 und 1968 teilgenommen. Er war an der Anerkennung eigenständiger Mannschaften der DDR an internationalen Ruderwettbewerben maßgeblich beteiligt, so dass ab den Olympischen Spielen 1972 erstmals eine DDR-Mannschaft mit Symbol und Fahne teilnehmen konnte. Ebenso fiel in diese Zeit die Anerkennung von Frauen beim Rudersport, so dass dann 1976 erstmals Wettkämpfe für Frauen bei den Olympischen Spielen in Montreal 1976 stattfanden.
Hans Jacob war Begründer der Rostocker Klosterbrüder, einer seit 1963 bestehenden Gemeinschaft Rostocker Physiker.

## Veröffentlichungen
- Bemerkungen zur Theorie der Elektrostriktion in Onsager-Flüssigkeiten. Ann. Physik, Jg. 8, 1950, S. 105–108 (mit H. Falkenhagen).
- Zur Elektrostriktion polarer organischer Flüssigkeiten mit rotationsellipsoidförmigen Molekeln. Wiss. Z. Univ. Rostock, Math.-Nat. R., 2. Jg. 1953, H. 2, S. 293–298.
- Untersuchung der auswählenden Solvatation mit Hilfe von Schallgeschwindigkeits- und Kompressibilitätsmessungen. Naturwiss., Jg. 44, 1957, S. 30–31 (mit B. Baranowski und M. Sarnowski).
- Kompressibilität wässriger Elektrolyt-Harnstofflösungen. Bull. Pol. Acad. Sci., Cl. III, Jg. 4, 1958, S. 39–46 (mit B. Baranowski und M. Sarnowski).
- Die adiabatische Kompressibilität des Systems Methanol-Calciumchlorid-Harnstoff. Bull. Pol. Acad. Sci., Cl. III, Jg. 4, 1958, S. 31–37 (mit B. Baranowski und M. Sarnowski).
- Molares Zusatzvolumen und Kompressibilität der Systeme H2O-Ca(NO3)2-XNO3 bei 25°C. Z. Phys. Chem., Jg. 216, H. 5/6, 1961, S. 215–225 (mit B. Baranowski und M. Sarnowski).
- Die theoretische Physik in Rostock. Wiss. Z. Univ. Rostock, Math.-Nat. R., 11. Jg. 1962, H. 2, S. 179–184.
- Die experimentellen Arbeiten des Instituts für theoretische Physik. Wiss. Z. Univ. Rostock, Math.-Nat. R., 14. Jg. 1965, H. 3/4, S. 247–249.